# Kałyniwśke
Kałyniwśke (ukr. Калинівське) – osiedle typu miejskiego na Ukrainie w rejonie wełykoołeksandriwskim obwodu chersońskiego.